# Grozimy
Grozimy – wieś w Polsce położona w województwie podlaskim, w powiecie grajewskim, w gminie Grajewo.
W drugiej połowie XVI wieku ta prywatna wieś szlachecka znajdowała się w powiecie wąsoskim ziemi wiskiej województwa mazowieckiego. W latach 1975–1998 miejscowość administracyjnie należała do województwa łomżyńskiego.
Wierni kościoła rzymskokatolickiego należą do parafii Przemienienia Pańskiego w Wąsoszu.